# 坎波坦尼斯之战
坎波坦尼斯之战（法语：Bataille de Campo Tenese）发生于1806年3月9日。此役中，由让·雷尼尔率领的法军两个师对罗杰·德·达马斯率领的那不勒斯左翼军队发起进攻。尽管那不勒斯军队的阵地有野战防御工事的保护，但法军正面进攻与侧面包围相结合，迅速突破了那不勒斯军队的阵地，使那不勒斯军队损失惨重。此役发生在卡拉布里亚北部莫拉诺卡拉布罗的一个小山村坎波坦尼斯，属于拿破仑战争中第三次反法同盟战役的一部分。
在那不勒斯国王费迪南多四世决定与奥地利帝国、俄罗斯帝国和大不列颠及爱尔兰联合王国结盟对抗法国以及拿破仑在奥斯特利茨战役中的决定性胜利后，拿破仑宣布意大利南部的那不勒斯王国需要被推翻。于是在1806年2月，法军入侵那不勒斯。那不勒斯军队分成两翼，面对占优势的法军选择不断撤退。在坎波坦尼斯附近，达马斯率领的左翼部队试图抵挡法军的进攻，以便争取时间让右翼部队与其会师。
那不勒斯军队与此役中战败后已经名存实亡，在士兵不断脱离队伍逃跑后，最终只有几千名士兵被英国皇家海军接到西西里岛。然而，意大利的战事远未结束，对加埃塔的围攻、英军在马伊达的行动以及卡拉布里亚的起义被证明是法军胜利道路上的障碍。

## 背景
1806年初，法皇拿破仑准备保护他在意大利的领地以对抗奥地利帝国的威胁。为此，他在意大利北部部署了由安德烈·马塞纳元帅率领的68,000名士兵，意大利中部则由洛朗·古维翁-圣西尔将军率领的18,000名士兵以及来自意大利王国的8,000名士兵防守。就其本身而言，奥地利的卡尔大公在意大利的奥地利军队可用人数为90,000人。费迪南多国王的那不勒斯军队只有22,000名士兵。由于害怕圣西尔的军队可能侵占他的土地，费迪南多国王与拿破仑缔结了一项条约，宣布其在第三次反法同盟中保持中立。
圣西尔的军队在确认那不勒斯的中立后向北进军，费迪南多和玛丽亚·卡罗琳娜在圣西尔刚离开的时候就撕毁了条约，并邀请英国和俄罗斯在意大利南部登陆，以袭击法军。1805年11月20日，詹姆斯·亨利·克雷格中将率领的6,000名英军和莫里斯·莱西将军率领的7,350名俄罗斯士兵在那不勒斯登陆。然而，拿破仑在1805年12月2日的奥斯特利茨战役中的胜利导致了第三次反法同盟的解体。最终，两支远征军都得到了撤离的命令，皆于1月中旬撤离。这让费迪南多独自面对受到背叛而感到愤怒的拿破仑。此时的拿破仑决心征服那不勒斯王国并将王位交给他的兄弟约瑟夫·波拿巴。
圣西尔军团于1806年1月更名为那不勒斯军团，并交给马塞纳指挥，约瑟夫·波拿巴作为国王仅在名义上指挥这支部队。圣西尔对自己被降职感到恼火，并与马塞纳发生冲突，这导致圣西尔本人在入侵那不勒斯初期就被召回法国。法军的入侵部队分为三个翼。让·雷尼尔师将军指挥由7,500名士兵组成的右翼部队在罗马集结。马塞纳率领由17,500名士兵组成的中央部队也集中在罗马。左翼的5,000名士兵在朱塞佩·莱奇将军的指挥下聚集在亚得里亚海的安科纳。法军另外还有一个7,500人的师和来自意大利北部的3,500名士兵参加入侵那不勒斯的战役。马塞纳的军队总共有41,000多人。法兰西帝国军队的战斗力虽然很高，但内部管理不善，其部队工资低，衣食不足，导致士兵经常抢劫当地百姓。这种习惯将会为法军带来恶果。
1806年2月8日，法军越过那不勒斯边境，这一过程没有遇到抵抗。法军的入侵在那不勒斯王室引起恐慌。卡罗琳娜于2月11日逃往西西里岛，费迪南多从前已于1月23日离开。仅仅一周后，莱奇的部队就占领了福贾。这位意大利将军后来越过亚平宁山脉到达那不勒斯。马塞纳的纵队很快到达加埃塔，但守城的黑森-菲利普斯塔尔的路易王子拒绝投向法军投降。由于加埃塔要塞挡住了海岸公路，因此马塞纳留下一个师封锁该地，并带着另一个步兵师继续向那不勒斯挺进。2月14日，马塞纳占领了那不勒斯。那不勒斯的新国王约瑟夫·波拿巴则于第二天进入了这座城市。雷尼尔的纵队在次要道路上行进后于2月底到达那不勒斯。约瑟夫此时作为国王在名义上拥有军队的指挥权，他将那不勒斯附近的所有部队都交给马塞纳指挥，还将一支机动部队分配给雷尼尔，并让雷尼尔向墨西拿海峡急行军。

## 战斗

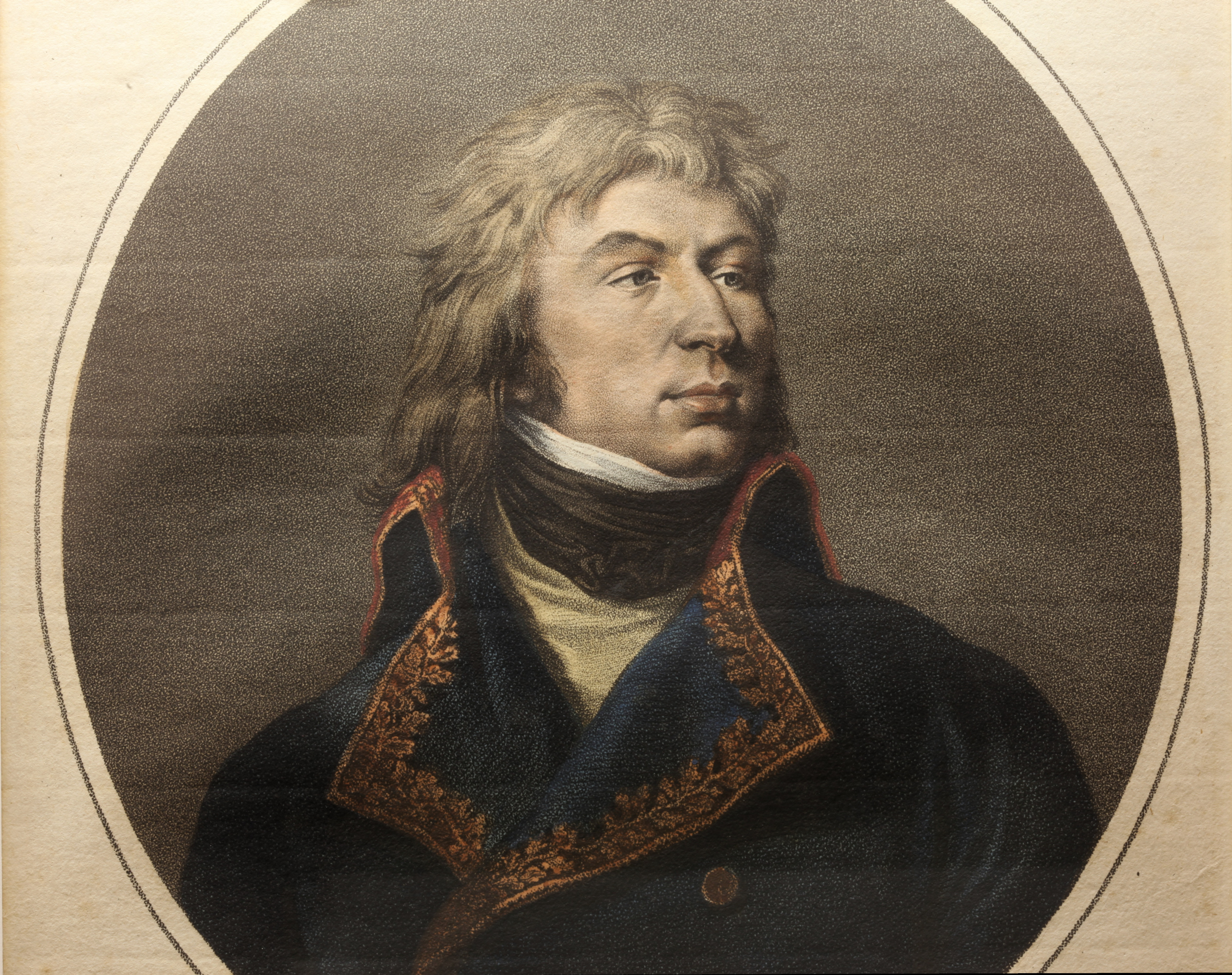
让·雷尼尔

由罗杰·德·达马斯率领的那不勒斯左翼部队由15个步兵营和5个骑兵中队组成，而罗森海姆元帅率领的右翼部队则有13个步兵营和11个骑兵中队。得知那不勒斯军队位于意大利南部的消息后，雷尼尔离开那不勒斯并带着大约10,000名士兵向南部进军。与此同时，那不勒斯部队仍在不断后撤。罗森海姆的部队带着弗朗切斯科王子沿着东海岸撤退，而达马斯则退回那不勒斯以南。达马斯有6,000至7,000名正规军以及卡拉布里亚民兵。罗森海姆的右翼士兵人数略少。两位指挥官都希望在卡萨诺阿洛约尼奥附近会合。达马斯决定在山上守住一个阵地，为右翼部队争取时间。3月6日，在拉戈内格罗，雷尼尔的轻步兵前卫部队发现了达马斯由民兵组成的后卫。法军的袭击给民兵造成了300人的伤亡和4门火炮的损失。雷尼尔的侦察兵在3月8日确定了达马斯大部队的位置，雷尼尔准备在第二天发动进攻。

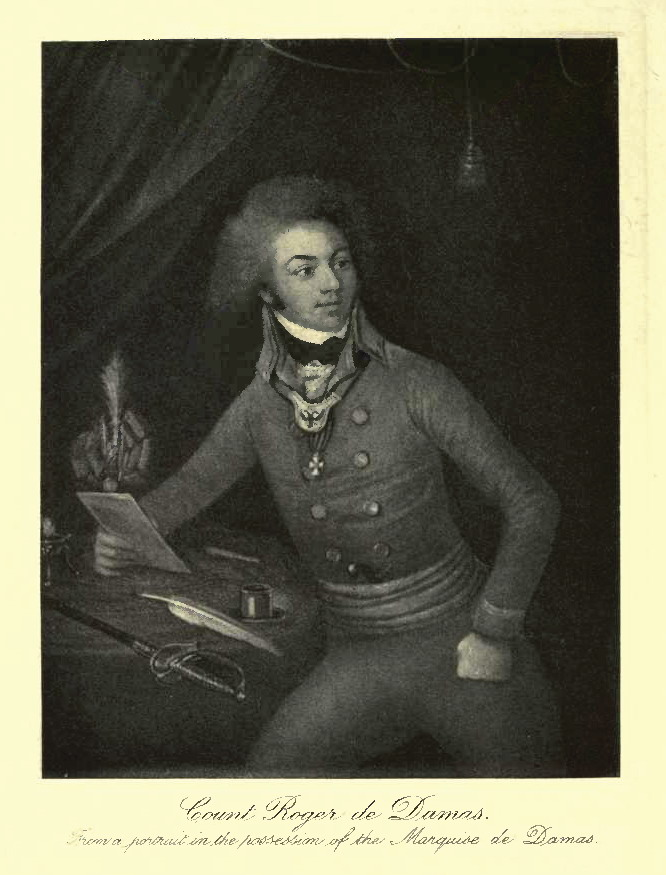
罗杰·德·达马斯

达马斯的部队在坎波坦尼斯附近占据了一个防御阵地，那不勒斯士兵躲在一排胸墙后面。那不勒斯部队身后的山谷是达马斯防守布局中最薄弱的地方，因为它可能使那不勒斯军队撤退变得困难。达马斯派九个步兵营在第一线保卫三个炮兵堡垒。他用骑兵支援第一线，并在第二线安排他的剩余部队，但达马斯没有在两侧的山脉安排士兵防守。
雷尼尔的部队于3月9日上午抵达前线。雷尼尔在法军阵线前列部署了一个旅，并命令他的轻步兵迂回至那不勒斯军队的右翼。到下午3时，法军的战前部署已经就绪。雷尼尔的轻步兵沿着达马斯右翼的悬崖前进，最终出现在敌人的右侧和后方。法军从后方出现在那不勒斯阵地上引发混乱。与此同时，路易·弗西·亨利·康普雷将军率领的法军先锋部队开始对那不勒斯军队展开正面突击。在与敌人短暂交火后，康普雷的士兵并占领了一个那不勒斯炮兵堡垒。面对来自前后方的双重攻击，那不勒斯防线迅速溃散，士兵争先恐后逃往山谷的隘口。很快，山口就挤满了惊慌失措的士兵，法军抓了2000名俘虏，其中包括两名将军。那不勒斯军队的伤亡人数总计达3,000人，他们的火炮和辎重也都被俘虏。法军的损失则不详，但估计很轻微。这场战斗结束后，那不勒斯军队已经名存实亡。

## 后果
那天晚上，雷尼尔的部队在莫拉诺卡拉布罗扎营。疲惫和饥饿的法军士兵在当地抢劫、强奸和谋杀普通居民。3月13日，雷尼尔的部队抵达科森扎。一周后，法军到达了墨西拿海峡的雷焦卡拉布里亚，弗朗切斯科王子在法军到达的几个小时前才逃脱。当雷尼尔追赶达马斯残兵时，莱奇追上了罗森海姆的部队。那不勒斯军队在撤退期间支离破碎，最终只剩下2,000到3,000名正规军成功撤往西西里岛的墨西拿。大多数那不勒斯民兵选择回家，而也有不少正规军选择当逃兵。在撤往西西里之前，弗朗切斯科王子鼓励民兵组成游击队继续与法国人作战。
1806年，卡拉布里亚的大部分地区是一个崎岖不平的山地。此前1783年的卡拉布里亚地震造成50,000人死亡，当地的许多教堂到1806年都还没有重建。卡拉布里亚民风强悍，当地居民甚至有时沉迷于对邻居和邻村的仇杀。法军在当地的掠夺迅速引发了卡拉布里亚人的叛乱。但另一方面，大城市的居民十分鄙视那不勒斯王室，往往偏袒法国人。在希利亚诺，法军留下了一支由50名士兵组成的分队，在村里的一名妇女被强奸后，愤怒的村民屠杀了大部分留守的法军士兵。法军指挥官对此类事件只有一种反应，即袭击、洗劫和烧毁涉嫌谋杀法军士兵的村庄，这直接导致了暴行和反暴行的丑陋循环。那不勒斯的新国王约瑟夫·波拿巴力图公平，于是命令涉案的法军士兵因刑事犯罪被枪决，法国官员因腐败受审。然而，卡拉布里亚起义很快就失控了。加埃塔之围则于7月18日结束。与此同时，7月4日的马伊达战役将严重威胁法国对卡拉布里亚的控制。

## 脚注
1. ↑  Schneid (2002), pp. 3–4
2. ↑  Schneid (2002), p. 18
3. 1 2  Schneid (2002), p. 47
4. ↑  Johnston (1904), p. 68
5. ↑  Smith (1998), p. 217
6. 1 2 3 4  Schneid (2002), p. 48
7. ↑  Johnston (1904), p. 94
8. ↑  Johnston (1904), p. 84
9. 1 2 3 4 5 6 7  Schneid (2002), p. 49
10. ↑  Johnston (1904), p. 86
11. 1 2  Johnston (1904), p. 88
12. 1 2 3 4  Johnston (1904), p. 89
13. 1 2 3 4  Johnston (1904), p. 90
14. 1 2  Smith (1998), p. 221
15. ↑  Schneid (2002), p. 50
16. ↑  Johnston (1904), pp. 92–94
17. ↑  Johnston (1904), p. 96
18. ↑  Johnston (1904), pp. 100–101
19. ↑  Smith (1998), p. 222